# Análisis de formas (geometría digital)

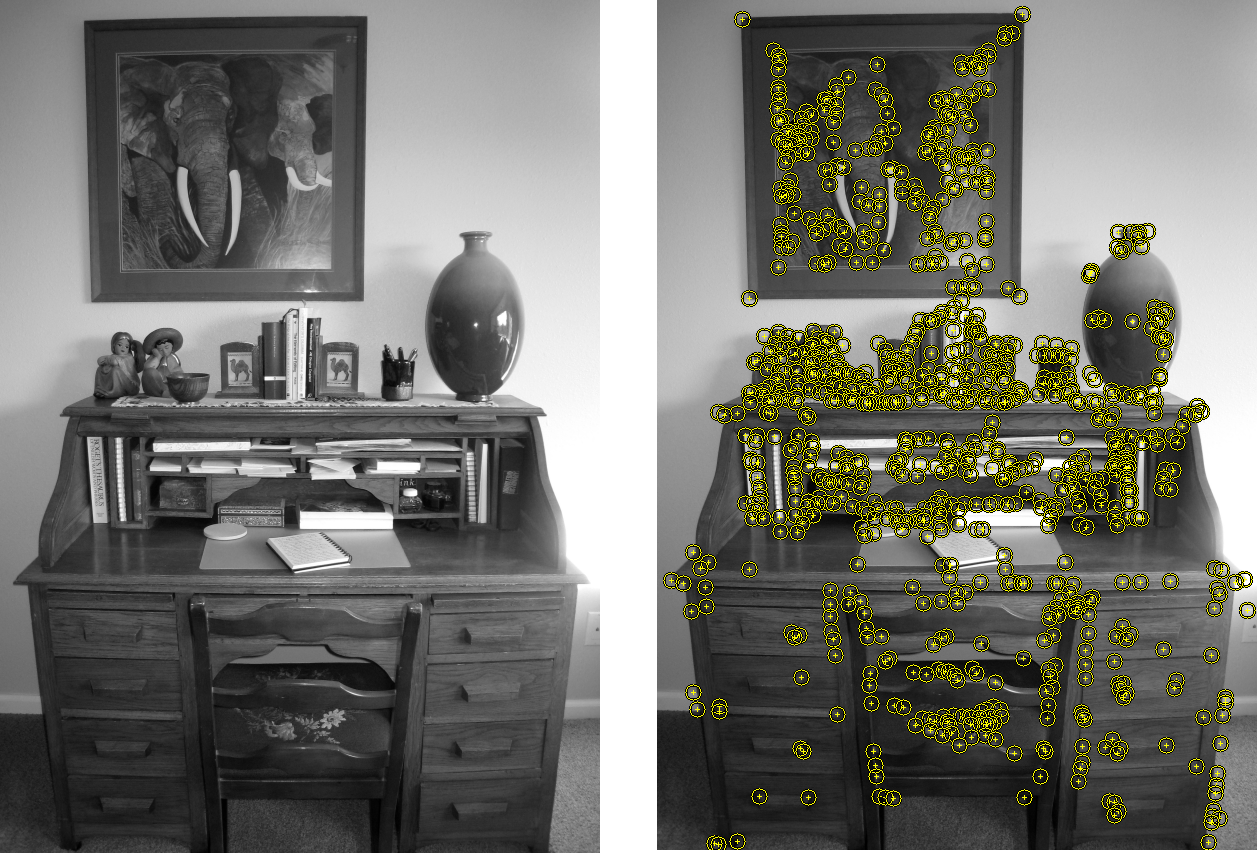
Identificación automática de los puntos relevantes de una imagen por el procedimiento de Harris

En geometría digital, el análisis de formas es la disciplina que se ocupa del procesamiento de las figuras geométricas para posibilitar su caracterización. Está relacionado con el análisis estadístico de formas, y su propósito es posibilitar la determinación de la coincidencia entre formas y facilitar su reconocimiento. Se aplica exclusivamente a la geometría de un objeto, pero no a su análisis estructural (que trata sobre el comportamiento predecible de sus partes mecánicas).

## Descripción
El análisis de formas permite la clasificación (principalmente automática) de formas geométricas, por ejemplo, usando un ordenador para detectar objetos de forma parecida a partir de una base de datos o partes que encajan entre sí. Para que una máquina analice y procese automáticamente formas geométricas, los objetos deben representarse en forma digital. Más comúnmente, se utilizan representaciones de contorno para describir el objeto por sus límites (generalmente, su envoltura externa, véase también modelado 3D). Sin embargo, otras representaciones basadas en el volumen (por ejemplo, la geometría constructiva de sólidos) o representaciones basadas en puntos (nube de puntos) se pueden usar para representar las formas.
Una vez recibidas las representaciones de los objetos en forma numérica, ya sea mediante modelado (diseño asistido por computadora), escaneado (escáner 3D) o extrayendo la forma de imágenes 2D o 3D, se deben simplificar antes de poder ser comparadas. La representación simplificada a menudo se denomina descriptor de forma (o firma o huella digital). Estas representaciones simplificadas pretenden almacenar la mayor parte de la información relevante, a la vez que son más fáciles de manejar, almacenar y comparar que las propias formas directamente.
Un descriptor de forma completa es una representación que se puede usar para reconstruir totalmente un objeto original (por ejemplo, mediante la transformación a partir de un eje medio).

## Campos de aplicación
El análisis de formas se usa en muchos campos de aplicación:
- Arqueología, por ejemplo, para encontrar objetos similares o partes faltantes
- Arquitectura, por ejemplo, para identificar objetos que encajen espacialmente en un espacio específico
- Imagen médica para comprender los cambios de forma en los tejidos relacionados con una enfermedad o como medio auxiliar en cirugía
- Realidad virtual o modelado 3D para identificar objetos con fines comerciales y de derechos de propiedad
- Aplicaciones de seguridad, como el reconocimiento facial
- Industria del entretenimiento (películas, juegos) para construir y procesar modelos geométricos o animaciones
- Diseño asistido por computadora y fabricación asistida por computadora para procesar y comparar diseños de piezas mecánicas u objetos de diseño

## Descriptores de forma
Los descriptores de forma se pueden clasificar por su invarianza con respecto a las transformaciones permitidas en la definición de forma asociada. Muchos descriptores son invariables con respecto a la "congruencia", lo que significa que las formas congruentes (formas que podrían traducirse, rotarse y reflejarse) tendrán el mismo descriptor (por ejemplo, descriptores basados en su momento de giro, armónicos esféricos o análisis de Procrustes que operan en nubes de puntos).
Otra clase de descriptores de formas (llamados descriptores de formas "intrínsecas") es invariante con respecto a la isometría. Estas descripciones no cambian con diferentes incrustaciones isométricas de la forma. Su ventaja es que pueden aplicarse muy bien a objetos deformables (por ejemplo, una persona en diferentes posturas corporales) ya que estas deformaciones no implican mucho estiramiento, pero de hecho son casi isométricas. Dichos descriptores se basan comúnmente en medidas de distancias geodésicas en la superficie de un objeto o en otras características invariantes de isometría, como el espectro del operador de Laplace-Beltrami (véase también análisis espectral de formas).
Hay otros descriptores de formas, como los descriptores basados en gráficos como eje medio o el grafo de Reeb que capturan información geométrica y/o topológica y simplifican la representación de formas, pero no se pueden comparar tan fácilmente como los descriptores que representan la forma como un vector numérico.
De esta discusión queda claro, que diferentes descriptores de formas se dirigen a diferentes aspectos de la forma y se pueden usarse para una aplicación específica. Por lo tanto, dependiendo de la aplicación, es necesario analizar con qué eficacia un descriptor captura las características de un objeto que se pretenden procesar.